# Aimantation
 (août 2019).
Si vous disposez d'ouvrages ou d'articles de référence ou si vous connaissez des sites web de qualité traitant du thème abordé ici, merci de compléter l'article en donnant les références utiles à sa vérifiabilité et en les liant à la section « Notes et références ».
Dans la langue courante, l'aimantation d'un objet est le fait qu'il soit aimanté — qu'il se comporte comme un aimant — ou bien le processus par lequel il le devient.
En physique, l'aimantation est de plus, et surtout, une grandeur vectorielle qui caractérise à l'échelle macroscopique l'orientation et l'intensité de son aimantation au premier des deux sens précédents. Elle a comme origine les courants microscopiques résultant du mouvement des électrons dans l'atome (moment magnétique orbital des électrons), ainsi que le moment magnétique de spin des électrons ou des noyaux atomiques. Elle se mesure en ampères par mètre ou, parfois, en teslas par µ0.

## Définitions
L'aimantation, habituellement désignée par le symbole M (en majuscule), est définie comme la densité volumique de moment magnétique. Autrement dit,
{\displaystyle \mathbf {M} ={\frac {\mathrm {d} \mathbf {m} }{\mathrm {d} V}},}
où dm est le moment magnétique contenu dans le volume élémentaire dV.
L'aimantation peut aussi se déduire d'une description microscopique : si on modélise le matériau comme une assemblée de dipôles magnétiques discrets ayant chacun un moment magnétique m, l'aimantation est donnée par
{\displaystyle \mathbf {M} =n\langle \mathbf {m} \rangle ,}
où n désigne la densité numérique des dipôles et ⟨m⟩ la valeur moyenne de leur moment magnétique.

## Interactions avec un champ magnétique

Lignes de champ autour d'un aimant.

La matière est caractérisée d'un point de vue magnétique par le champ magnétique qu'elle produit et par la façon dont elle répond à un champ magnétique extérieur.

### Effet de l'aimantation sur le champ magnétique
La matière aimantée est, avec le courant électrique, l'une des deux façons de produire un champ magnétique statique. L'induction B et le champ H produits par l'aimantation M sont solution des équations
{\displaystyle \nabla \cdot \mathbf {B} =0}

{\displaystyle \nabla \times \mathbf {B} =\mu _{0}\nabla \times \mathbf {M} .}

{\displaystyle \nabla \cdot \mathbf {H} =-\nabla \cdot \mathbf {M} }

{\displaystyle \nabla \times \mathbf {H} =0}
Un aimant permanent produit, à l'extérieur de celui-ci, des lignes de champ magnétique qui sont orientées du pôle nord vers le pôle sud.

### Effet du champ magnétique sur l'aimantation

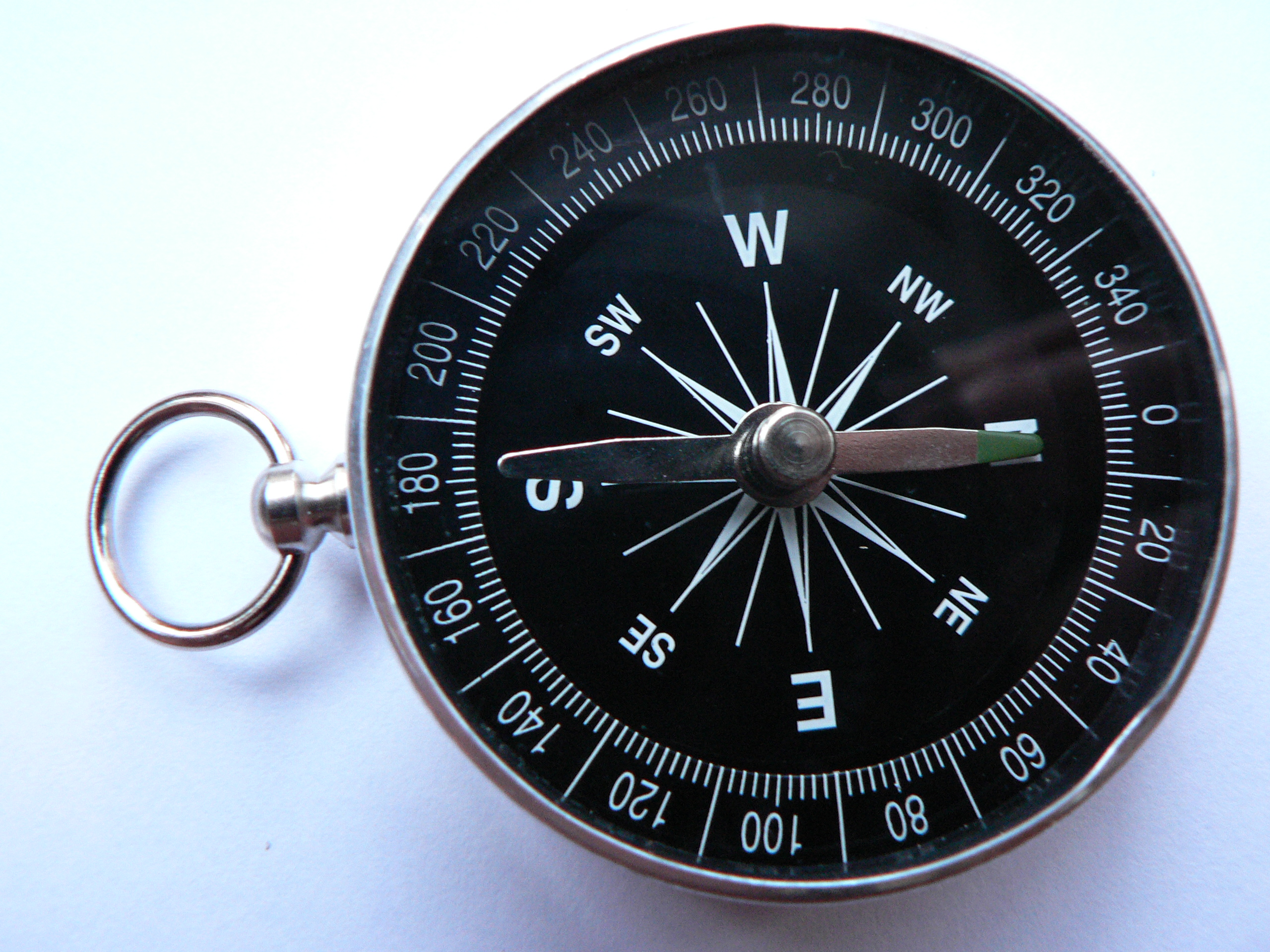
Une boussole est une aiguille aimantée libre de s'orienter dans le champ magnétique terrestre.

Un champ magnétique extérieur est susceptible d'exercer un couple sur l'aimantation. S'il est suffisamment fort, ce couple peut changer l'orientation de l'aimantation, voire conduire à un renversement d'aimantation. Il peut aussi produire une rotation mécanique de l'objet aimanté si celui-ci est libre de tourner. Cet effet est mis à profit dans les boussoles.
Le champ magnétique crée aussi une force sur les objets aimantés. Ainsi, les objets qui s'aimantent sous l'effet d'un champ sont attirés par les aimants, et les aimants s'attirent entre eux ou se repoussent suivant l'orientation de leurs pôles.

## Typologie magnétique de matériaux
Les matériaux sont généralement caractérisés du point de vue magnétique
par la façon dont leur aimantation dépend du champ magnétique qui leur est appliqué. On distingue ainsi :

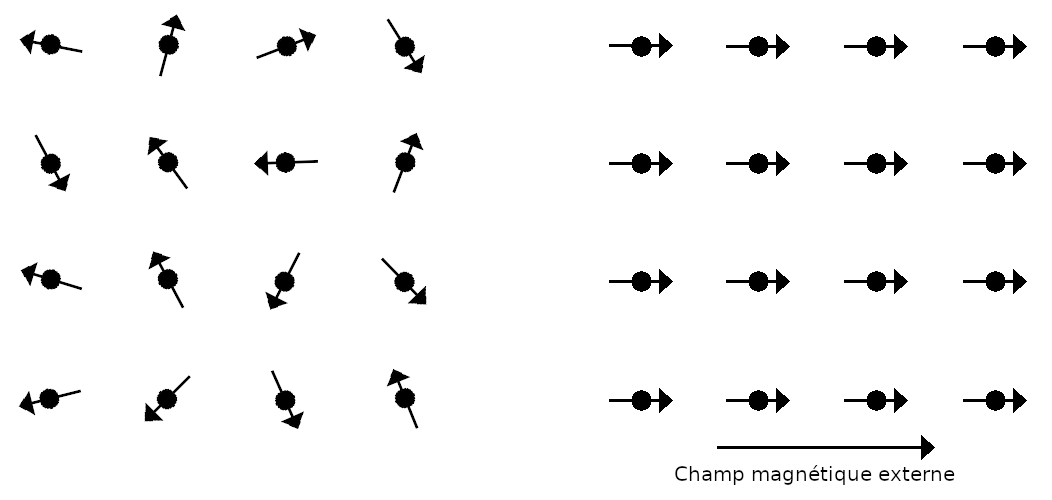
Moments magnétiques avec (à droite) et sans (à gauche) champ magnétique externe, d'un matériau paramagnétique

- les matériaux paramagnétiques qui, quand un champ magnétique externe est appliqué, voient les moments magnétiques de leurs électrons s'orienter parallèlement à ce champ. Si on retire le champ magnétique externe, les moments magnétiques reprennent alors une orientation désordonnée[3]. C'est ce phénomène qui est responsable de l'attraction des objets en fer ou en acier (entre autres) par des aimants ;
- les matériaux ferromagnétiques qui, quand un champ magnétique externe est appliqué, voient les moments magnétiques de leurs électrons s’aligner parallèlement à ce champ magnétique. Cependant, contrairement aux matériaux paramagnétiques, quand on retire le champ magnétique externe, les moments magnétiques vont avoir tendance à garder leur orientation et donc garder une aimantation (appelée aimantation rémanente) due aux interactions entre ces moments magnétiques[4]. Ils sont utilisés dans les aimants permanents et dans l'enregistrement magnétique (bandes et disques durs) ;

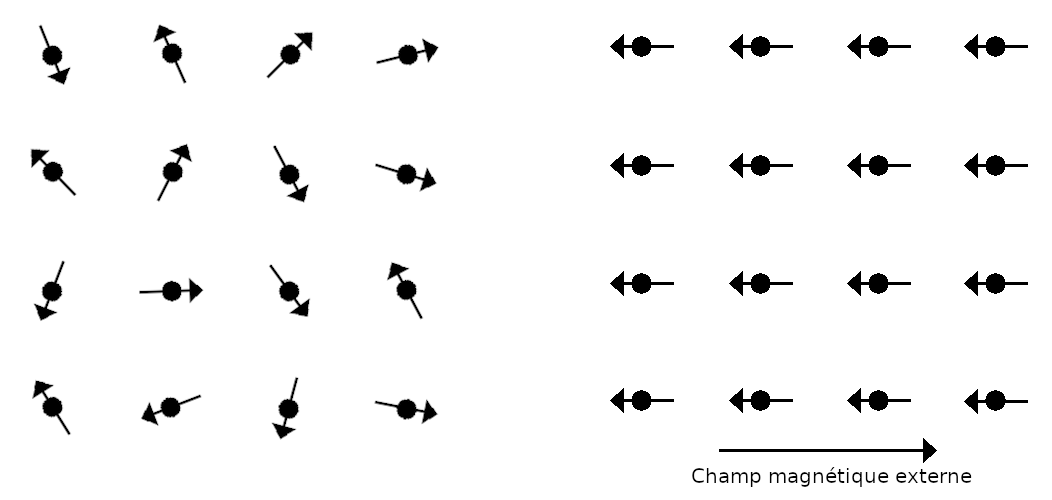
Moments magnétiques avec (à droite) et sans (à gauche) champ magnétique externe, d'un matériau diamagnétique

- les matériaux diamagnétiques voient les moments magnétiques de leurs électrons s'orientent dans la direction opposée, ce qui provoque une faible aimantation opposée à ce champ magnétique externe (la source du champ magnétique externe et le matériau diamagnétique se repoussent donc)[5]. Les moments magnétiques reprennent leur orientation d'origine après le retrait du champ magnétique externe ;
- les matériaux ferrimagnétiques et antiferromagnétiques ressemblent macroscopiquement aux ferromagnétiques et paramagnétiques (respectivement) tout en ayant une structure magnétique microscopique différente ;
- les aimants monomoléculaires qui présentent un comportement superparamagnétique en dessous d'une certaine température de blocage[2].

L'aimantation rémanente (c.-à-d. celle qui reste en absence de champ appliqué) est, avec le champ coercitif, l'un des principaux paramètres qui caractérisent les aimants permanents.

## Désaimantation

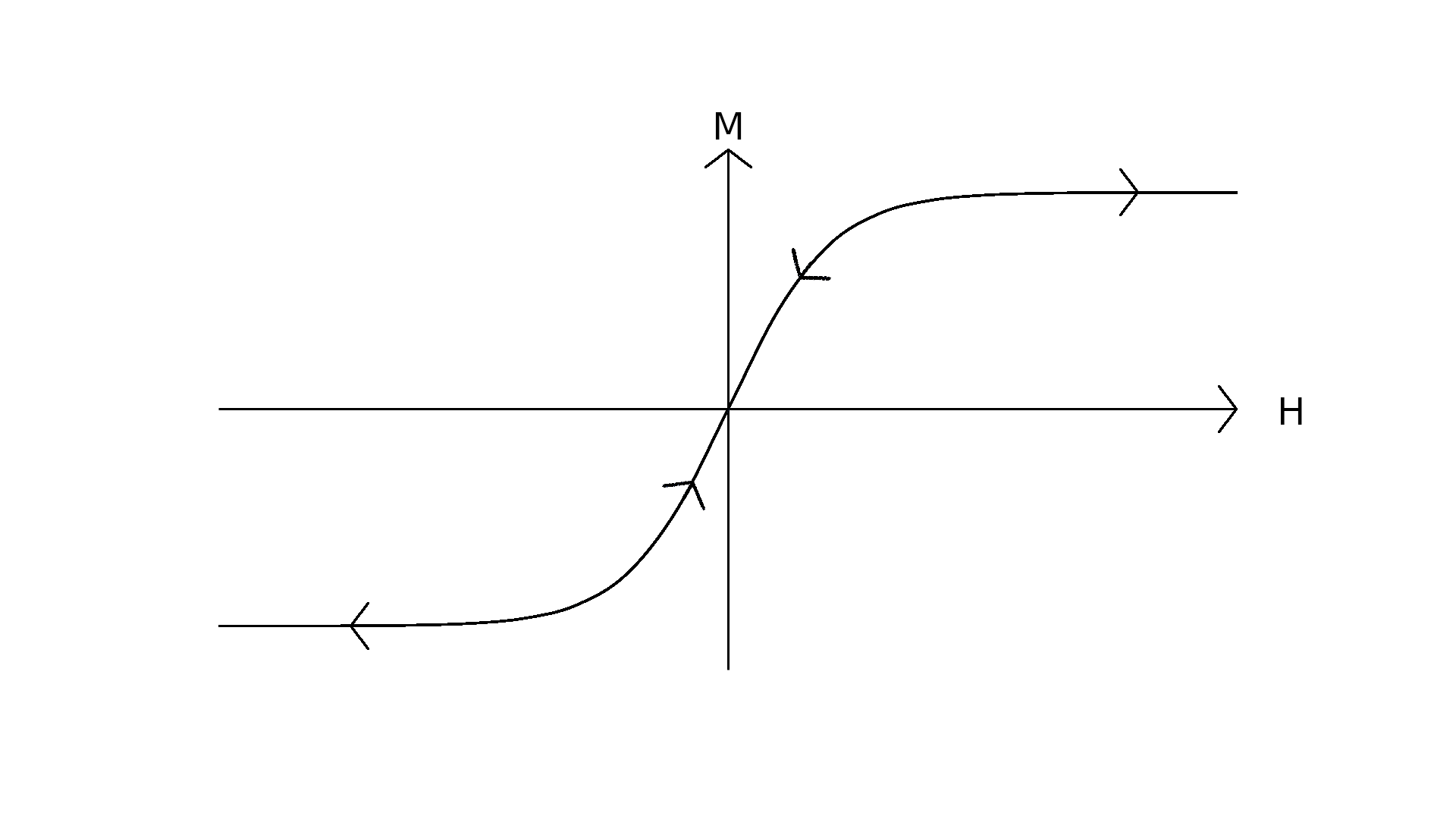
Courbe d'aimantation/désaimantation de matériaux non ferromagnétiques

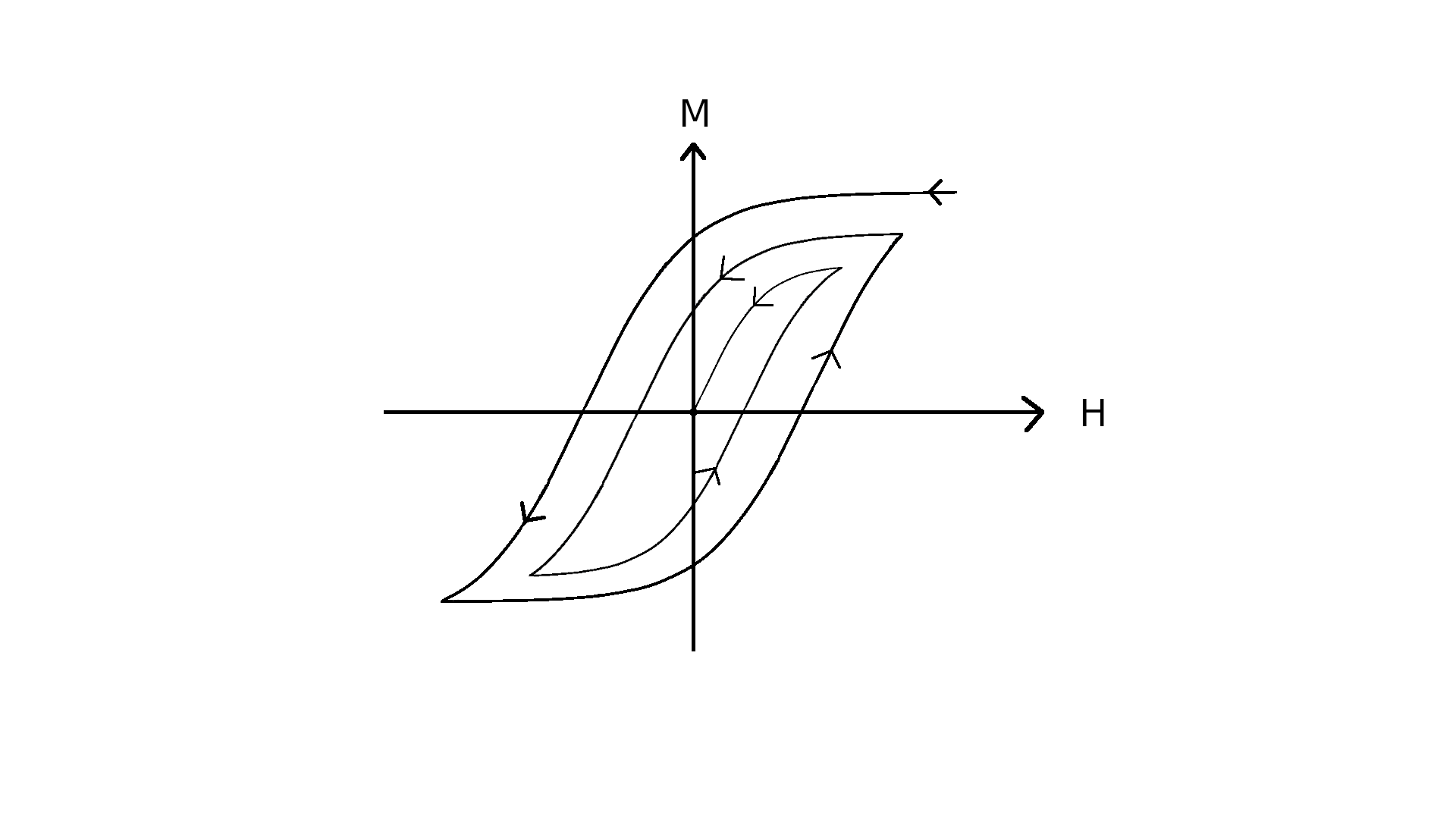
Courbe de désaimantation de matériaux ferromagnétiques

Dans le cas des matériaux non ferromagnétiques, la désaimantation se produit naturellement quand le champ magnétique externe est annulé. Dans ces cas, la courbe de désaimantation suit le même chemin que la courbe d'aimantation et la valeur de l'aimantation devient nulle en même temps que le champ magnétique. Dans le cas des matériaux ferromagnétiques cependant, la courbe de désaimantation ne suit pas le même chemin que la courbe d'aimantation (elle suit un cycle d'hystérésis). Ainsi, lorsque la valeur du champ magnétique devient nulle, il reste une aimantation rémanente non nulle. Il existe alors plusieurs méthodes pour désaimanter ces matériaux. La première consiste à le chauffer : il existe en effet une valeur seuil de la température, la température de Curie, pour laquelle les fluctuations thermiques sont suffisantes pour annuler l'aimantation rémanente. Une autre méthode consiste à effectuer plusieurs cycles d'aimantation/désaimantation avec des intensités de plus en plus faibles, jusqu'à annuler l'aimantation.